# 66 Brygada Dowodzenia (Federacja Rosyjska)
66 Odeska Brygada Dowodzenia odznaczona Orderem Czerwonego Sztandaru i Orderem Aleksandra Newskiego (ros. 66-я Одесская Краснознаменная ордена Александра Невского бригада управления,  (в/ч 41600) – związek taktyczny Sił Zbrojnych Federacji Rosyjskiej, wchodzący w skład 49 Armii Ogólnowojskowej Południowego Okręgu Wojskowego.
Jednostka, sformowana w 2010, stacjonuje w Stawropolu, zajmuje się zabezpieczeniem łączności.

## Struktura
- pododdziały łączności;
- pododdziały ochrony;
- pododdziały zabezpieczenia tyłowego.

## Dowódcy
- płk I. Szakotko[3]